# Ferrari 575M Maranello
La Ferrari 575M Maranello è un'autovettura Gran Turismo presentata nel 2002 dalla casa di Maranello la cui sigla deriva dalla cilindrata e dalla lettera "M" dal significato di "modificata".

## Il contesto
Questa sportiva della Ferrari monta un motore V12 da 5,75 litri da 515 CV (379 kw) a 7.250 giri/minuto, e 60 kgm a 5.250 giri (588,6 Nm) di coppia motrice massima, con un incremento medio di 1,5 kgm tra 1.000 e 4.000 giri/min rispetto al propulsore precedentemente installato sulla Ferrari 550 Maranello. Lo stesso propulsore è stato montato anche sulla Ferrari 612 Scaglietti.
Questa vettura ha le seguenti prestazioni: supera i 300 km/h e raggiunge i 100 km/h con partenza da ferma in 4,2 secondi.
È stata la prima Ferrari a 12 cilindri a montare il cambio tipo Formula 1.
Il prezzo al lancio del modello era di 196.000 € per la versione col cambio manuale e di 204.000 € col cambio elettroattuato F1 (entrambi a 6 marce). Nel 2006 è stata presentata la sua erede, la Ferrari 599 GTB Fiorano.

## Versioni speciali

### 575 GTC

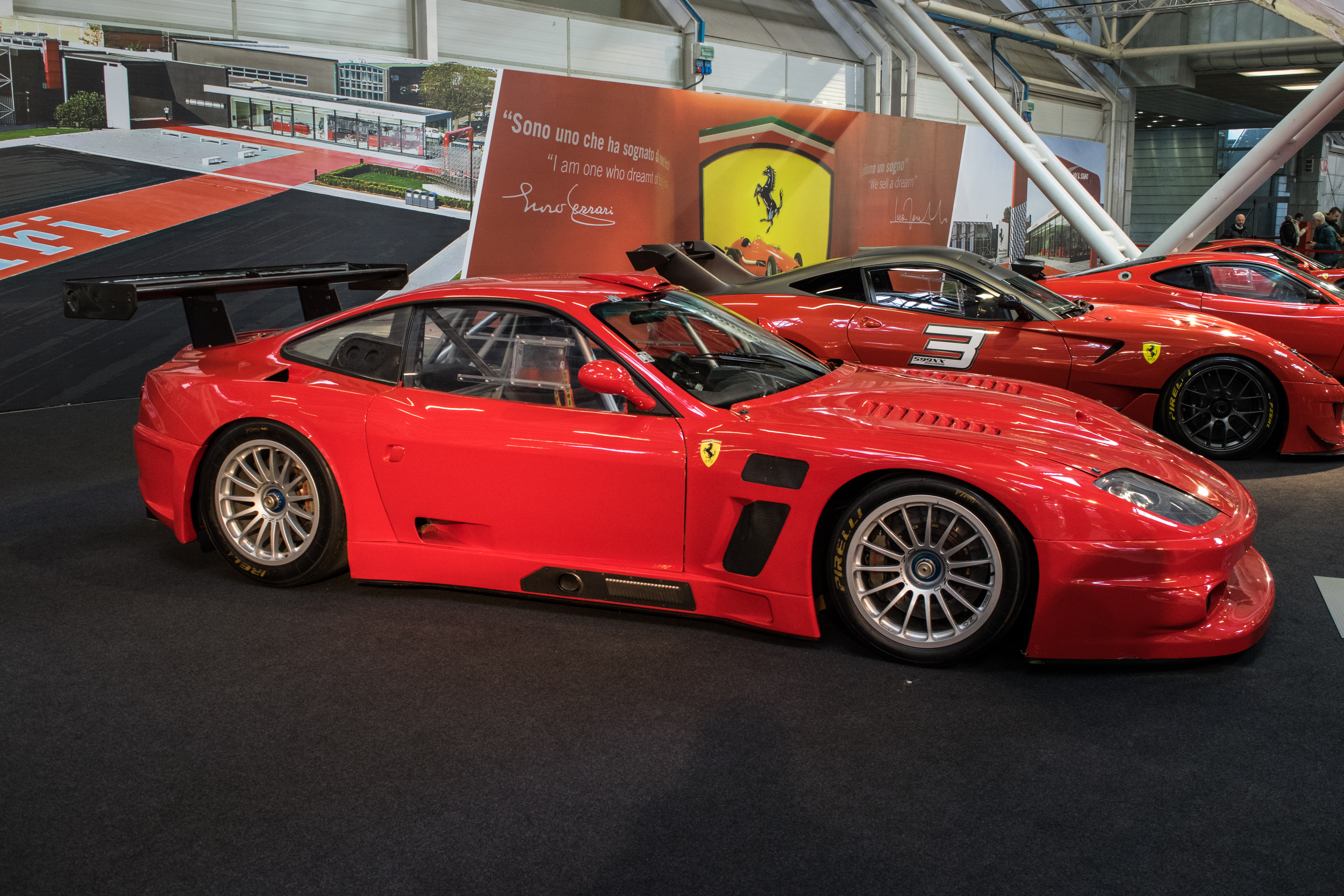
Una Ferrari 575 GTC

Dalla 575M Maranello derivò una vettura da corsa, la 575 GTC. Rispetto al modello da cui traeva origine, possedeva una carreggiata più larga ed altre caratteristiche che la rendevano adatta a competizioni su pista.

### 575 GTZ
Il collezionista giapponese Yoshiyuki Hayashi voleva celebrare il cinquantesimo anniversario della gamma del modello 250 e per farlo commissionò a Zagato una one-off: doveva avere come base una 575M ed ispirarsi alla 250 GTZ (o 250 GT Zagato). Anche grazie all'appoggio della Ferrari la carrozzeria realizzò il progetto includendo il suo caratteristico tetto a doppia bolla e presentandolo al Salone dell'automobile di Ginevra nel 2006.

### 575 Superamerica

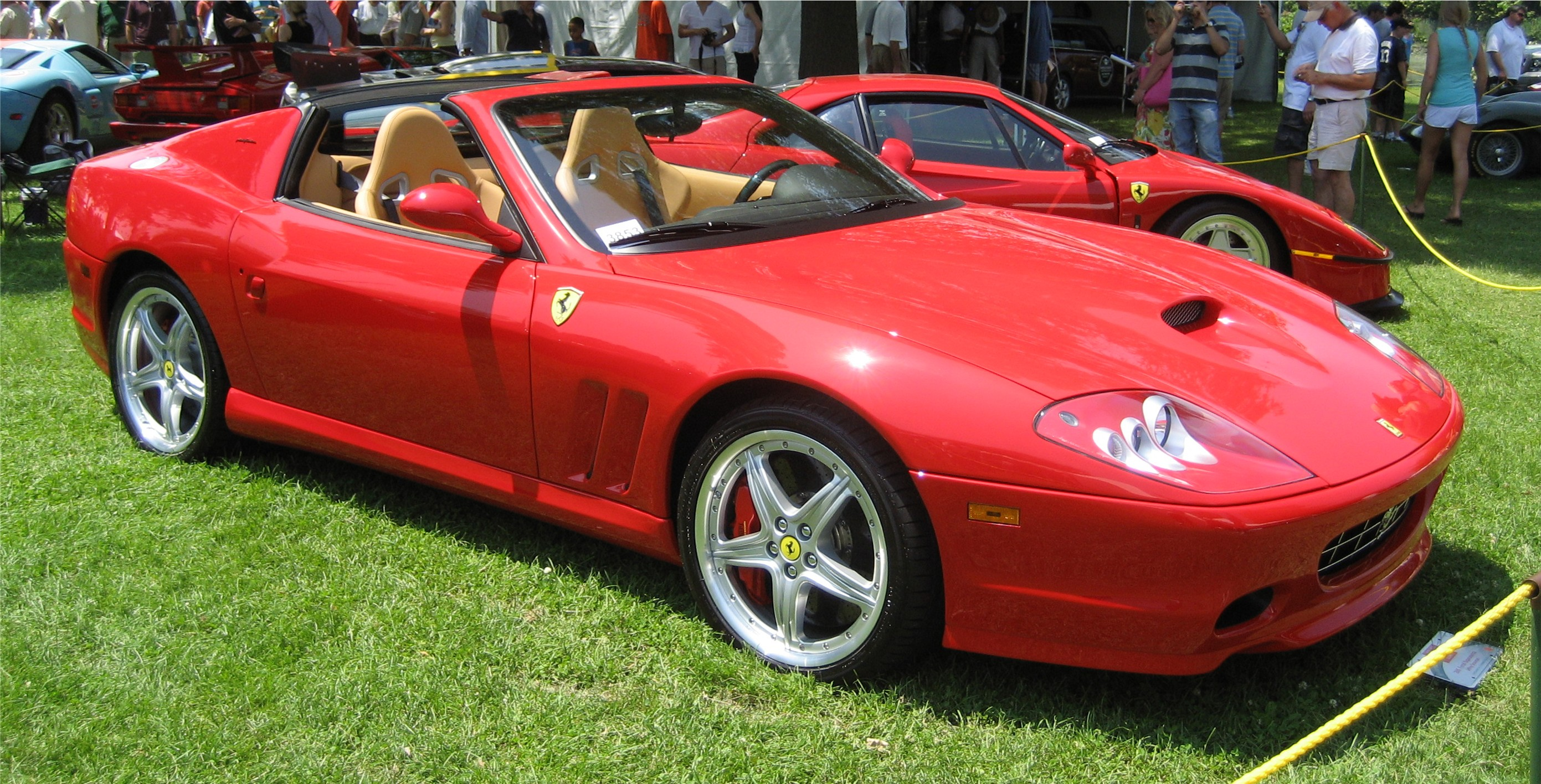
Una Ferrari 575 Superamerica

Nel 2005 venne presentata la versione chiamata 575 Superamerica in produzione limitata a 559 esemplari, che presentava un potenziamento del motore a 540 CV. Si trattava di una targa con tetto rigido, realizzato dallo stilista Leonardo Fioravanti, in vetro termico ad oscuramento autoadattativo (a seconda dell'intesità della luce solare) e dotato di pannelli elettrocromici in grado di mantenere, nell'abitacolo, la temperatura preimpostata dal proprietario.